# Čutilo
Čutílo je del živčnega sistema, ki ima vlogo sprejemanja in obdelave informacij iz okolja. Pri živalih z razvito delitvijo na osrednje in obkrajno živčevje zajema čutilne receptorje, senzorična živčna vlakna in ustrezne dele možganov, ki zbirajo in obdelujejo informacije ter so odgovorni za subjektivno občutenje dražljajev, ki mu pravimo čut. 
Prvi element čutila so čutilni receptorji, ki se nahajajo samostojno ali v čutilnih organih, običajno na površini telesa ali blizu nje, nekateri pa v notranjosti, da spremljajo notranje okolje organizma. Njihova vloga je prevajanje (kodiranje) zajetih dražljajev v vzorce akcijskih potencialov, »jezik« živčevja. Receptorji so specializirani za različne tipe (modalitete) dražljajev in v normalnih okoliščinah lahko samo prava modaliteta sproži odziv receptorja. Takemu dražljaju pravimo adekvatni dražljaj. Pri človeku v grobem ločimo naslednje tipe čutil:
- kemična čutila – za voh in okus (kemorecepcija)
- mehanična čutila – za tip, sluh, ravnotežje (mehanorecepcija)
- termična čutila – za vročino in mraz (termorecepcija)
- čutila za vid

Poleg teh so v telesu razporejeni še razmeroma nespecializirani živčni končiči, nociceptorji, ki se odzivajo na potencialno škodljive dražljaje in so odgovorni za občutek bolečine (nocicepcija). Drugje v živalskem kraljestvu, natančneje pri nekaterih ribah, so razvita čutila za električno polje (elektrorecepcija), s katerimi te živali zaznavajo okolico v kalni vodi, kjer živijo.
Čutila so edina povezava med živčevjem in zunanjim okoljem, zato je njihovo verodostojno odslikavanje okolja ključnega pomena za pravilne odločitve organizma, ki omogočijo preživetje. V širšem smislu ima njihovo delovanje ključno vlogo pri posameznikovi percepciji realnosti. Zato so deležni velike pozornosti ne le v biološkem smislu (preučuje jih veda, imenovana fiziologija), temveč tudi filozofsko. 